# Villa Riedel (Halle)

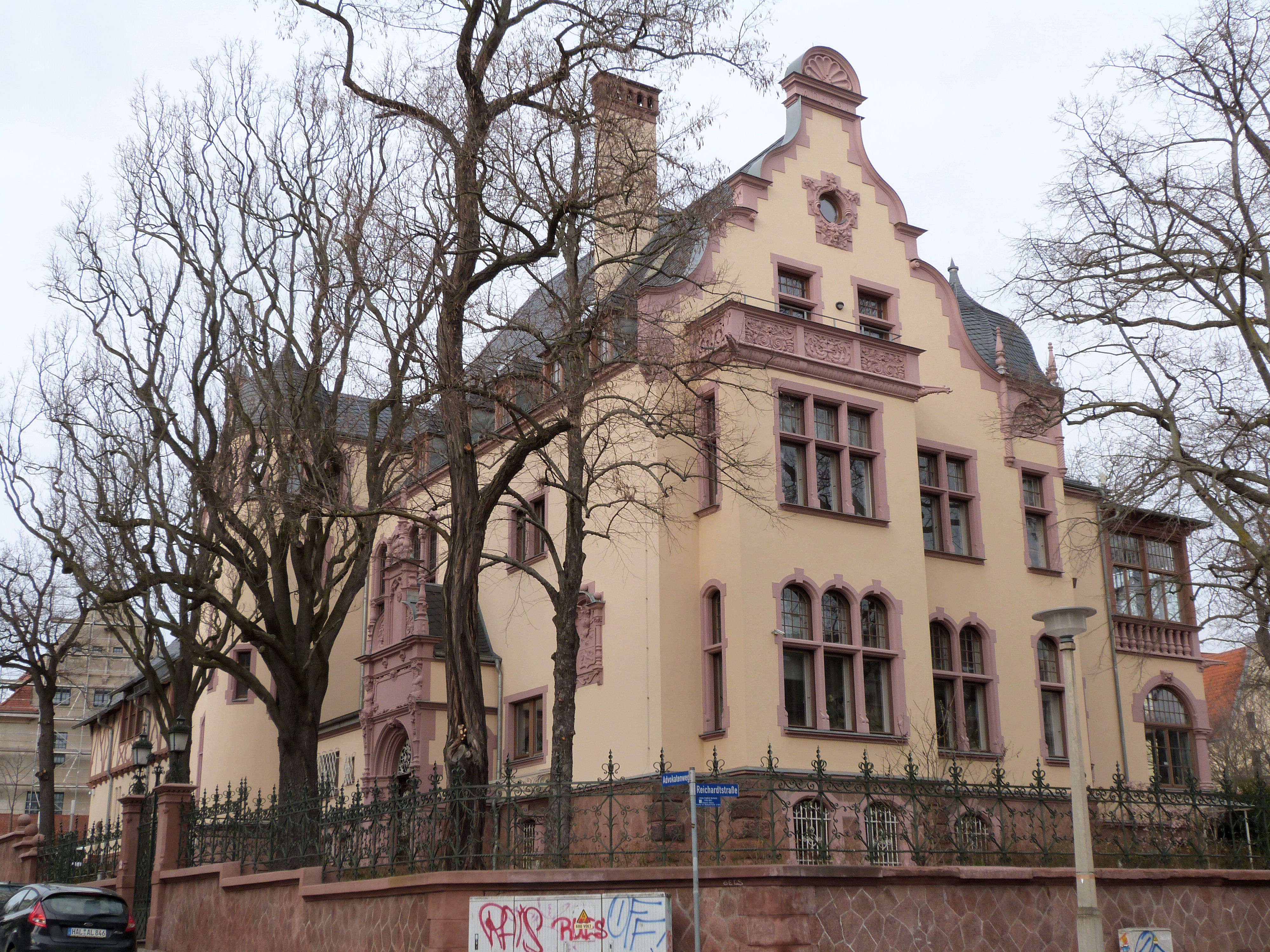
Ansicht von Südwesten, November 2015

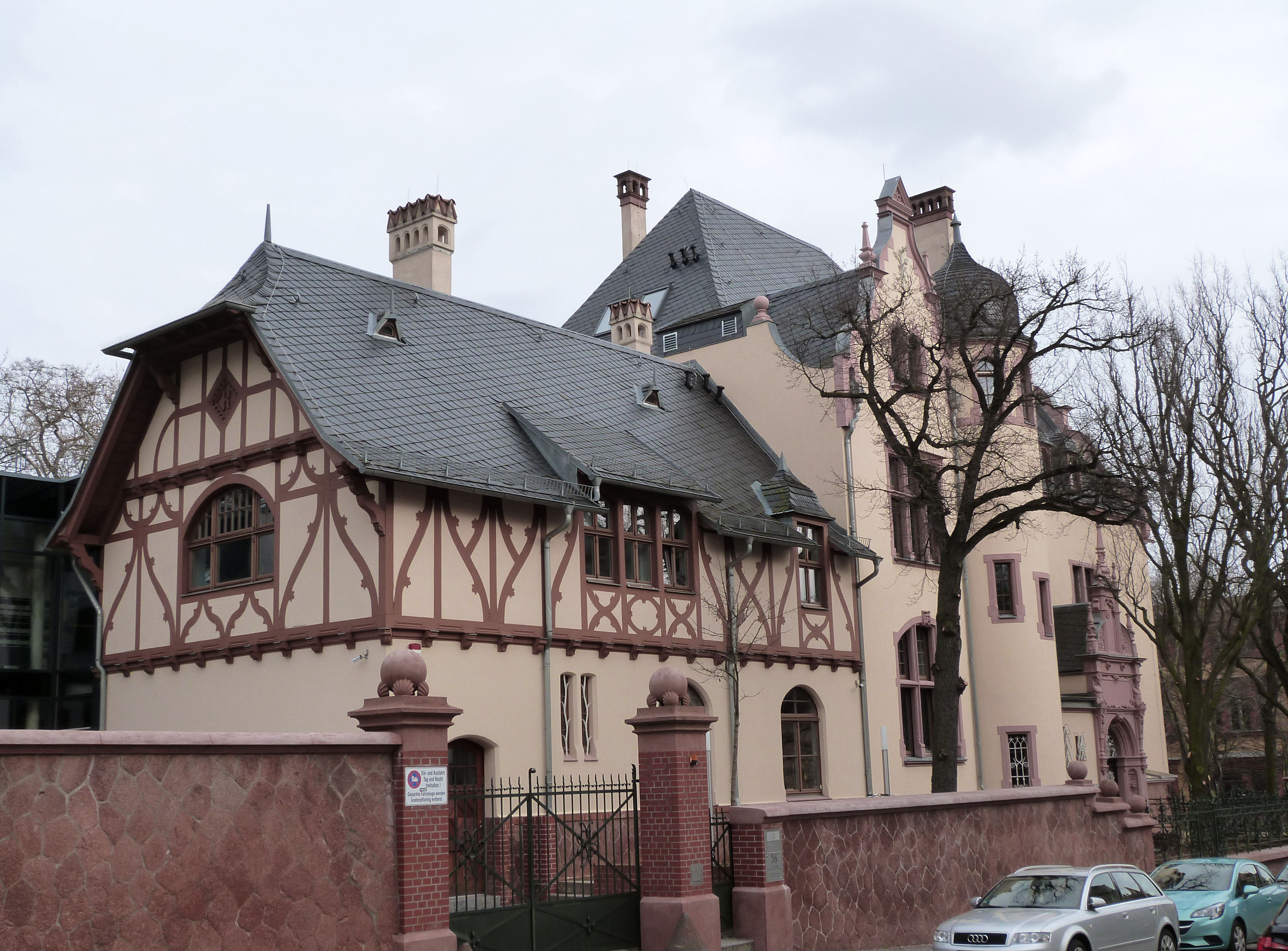
Ansicht von Nordwesten, März 2017

Die Villa Riedel in Halle (Saale), Advokatenweg 36, ist ein 1896–1898 im Stil der Neorenaissance erbautes großbürgerliches Wohnhaus, Bauherr war der Maschinenbau-Unternehmer Richard Riedel. Im Denkmalverzeichnis der Stadt Halle ist die Villa unter der Erfassungsnummer 094 12533 verzeichnet.

## Lage
Die Villa trug ursprünglich die Hausnummer 13 und steht in leichter Hanglage mit rückwärtigem Park auf dem Eckgrundstück zwischen Advokatenweg und Reichardtstraße im Mühlwegviertel des Stadtteils Giebichenstein. Der im Norden von Halle gelegene Advokatenweg führte zur Bauzeit der Villa zur südlichen Grenze des damals noch selbständigen Ortes Giebichenstein. Er wurde in den Jahren von 1890 bis 1900 mit repräsentativen Villen und anspruchsvollen Stadthäusern im Stil des Historismus bebaut, wobei besonders Eckgrundstücke beliebt waren, da sich die Gebäude hier nach mehreren Seiten frei entfalten konnten.

## Bauherr und Baugeschichte
Der in Berlin geborene Richard Riedel (1838–1916), Sohn von Professor Adolph Friedrich Riedel, gründete 1864 mit seinem Teilhaber G. Kemnitz in Halle ein technisches Büro und später eine kleine Maschinenfabrik, die zunächst nur Maschinen für die Zuckerindustrie herstellte. An seinem neuen Standort an der Merseburger Straße vereinigte er einige Jahre später seine Fabrik mit einer aufgekauften Eisengießerei. 1872 wandelte er sein Unternehmen in eine Aktiengesellschaft mit der Firma Hallesche Maschinenfabrik und Eisengießerei um. Das Unternehmen beschäftigte um 1900 bereits ca. 900 Mitarbeiter. Neben seiner Tätigkeit als Unternehmer war er u. a. auch Stadtverordneter, Präsident der Gewerbekammer der Provinz Sachsen wie auch Vorsitzender des Aufsichtsrats des 1866 gegründeten Bankhauses Hallescher Bankverein von Kulisch, Kaempf & Co. KGaA. Riedel trug den Ehrentitel Geheimer Kommerzienrat.
Mit dem Entwurf seines Wohnhaus beauftragte er das überregional renommierte Berliner Architekturbüro Grisebach & Dinklage, das unmittelbar zuvor die Villa Weise (Händelstraße 16) erbaut hatte, die heute ebenfalls unter Denkmalschutz steht.
Im März 1895 wurde der Bauantrag eingereicht und ca. vier Wochen später genehmigt. Bis zur Ausschachtung der Baugrube verging jedoch noch mehr als ein Jahr. Die ersten Arbeiten auf der Baustelle erfolgten im August 1896. Dennoch war bereits fünf Monate später der Rohbau fertig. Der Bauantrag für das nördlich angrenzende Stall- und Wirtschaftsgebäude wurde im Sommer 1897 eingereicht und im Oktober genehmigt. An der Bauausführung waren zahlreiche Unternehmen und Kunsthandwerker beteiligt, u. a. der Steinmetzbetrieb von Caspar Winterhelt in Miltenberg, der Bildhauer Paul Reiling in Halle sowie der Glasmaler Karl Ule in München. Die Schlussabnahme fand am 3. März 1898 statt.
Im Jahre 1911 wurde das heute nicht mehr vorhandene Überwinterungshaus für Pflanzen errichtet, das eine Länge von ca. 10 Metern und eine Breite von 5 Metern hatte.
Der „Abschätzwert“ des Gebäudes zur Berechnung der Baupolizei-Gebühren wurde auf 90.062 Mark bestimmt, was Mitte der 1990er Jahre einem Versicherungswert von ca. 2 Millionen Mark bedeutet hätte.

## Baubeschreibung

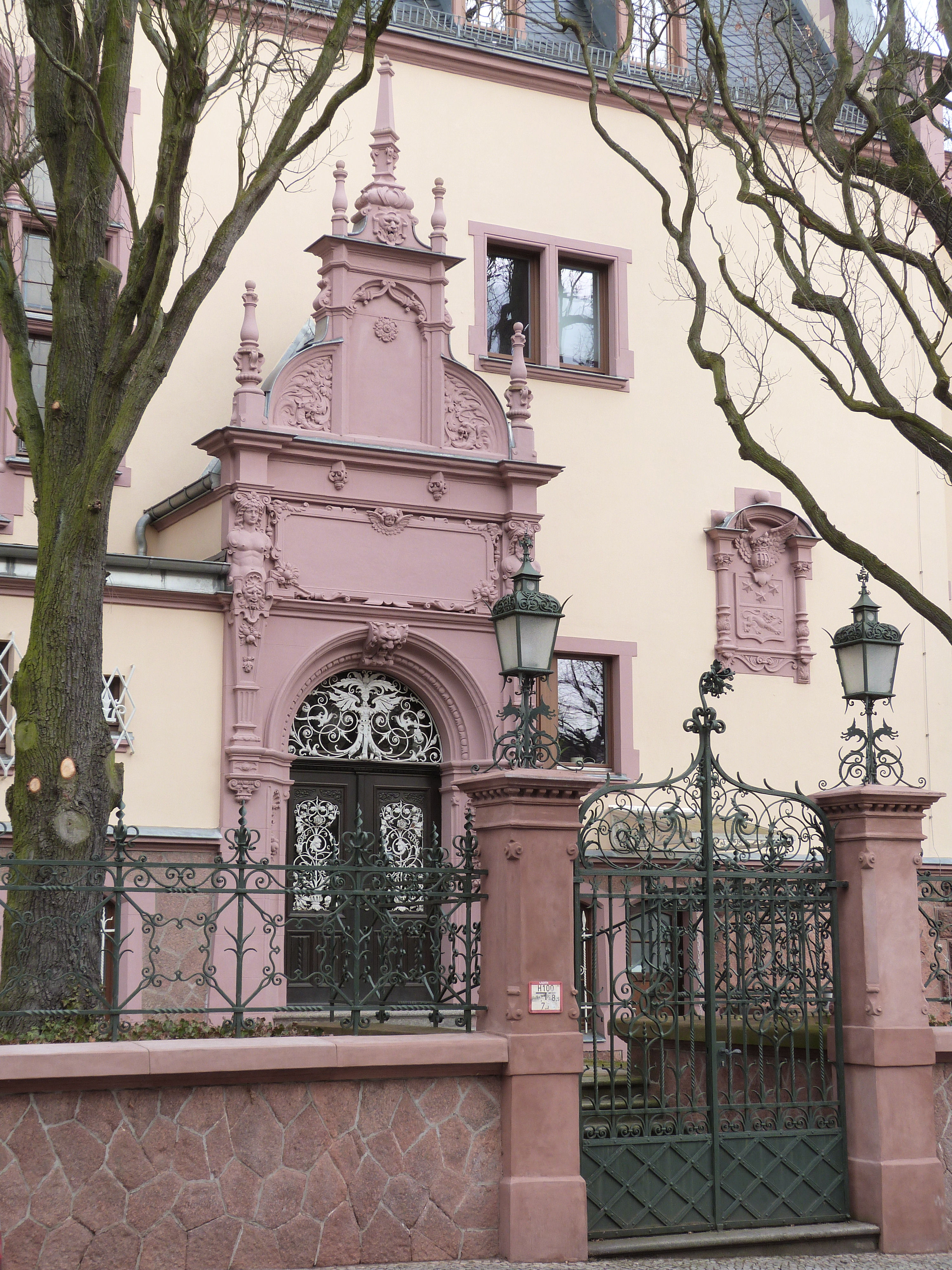
Eingangsbereich

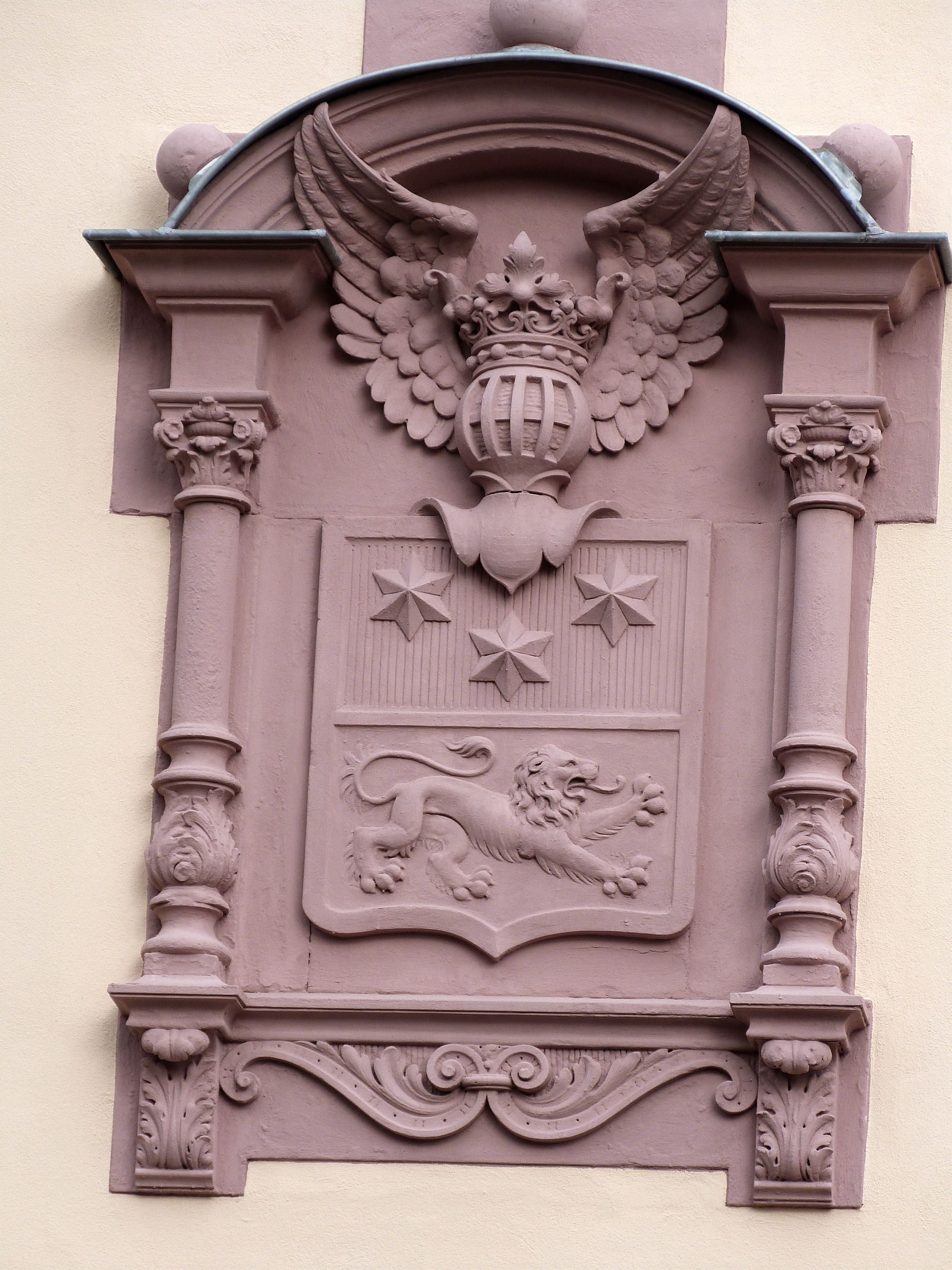
Wappentafel

Das Gebäude mit einer Wohnfläche von 711 m², das sich über einer Stützmauer erhebt, umfasst ein Kellergeschoss, zwei Vollgeschosse und ein ausgebautes Dachgeschoss. Im Außenbereich kontrastieren helle Putzflächen mit Gliederungen aus rotem Sandstein. In seiner unregelmäßig-malerischen Gesamterscheinung und mit seinem reichen Dekor entspricht der Bau dem Merkmal der deutschen Renaissance-Architektur, Baukörper zu staffeln, um so eine gewünschte Vielgestaltigkeit in Aufbau und Gliederung zu erreichen.
Kunstvolle Erker, reich verzierte Balkon-Brüstungen, pittoreske Türme mit Schweifhauben wie auch das steile Dach mit zahlreichen hohen Schornsteinen sorgen für eine reiche Gruppierung und bewegte Silhouette des Baukörpers.
Der im Norden anschließende Wirtschafts- und Remisenflügel ist dagegen in klarer Rangabstufung zum Haupthaus in rustikaler fränkischer Fachwerkbauweise mit geschweiften Andreaskreuzen errichtet. Das Obergeschoss nahm die Kutscher- und Gärtnerwohnung auf.
An der West- und Straßenseite des Haupthauses dominiert ein reich verzierter Eingangsbereich, durch den man über eine Innentreppe in eine großzügige tonnengewölbte Treppenhalle tritt. Über dem mit Löwenköpfen, Hermenpilastern und Groteskköpfen reich verzierten und profilierten Rundbogenportal erhebt sich ein dreigeteilter Giebel, der von einem Obelisken bekrönt wird. Das Mittelfeld des Giebels nahm früher das verschnörkelte Initial „R“ für Riedel auf. Dies findet man noch auf der Nordseite des Wirtschaftsflügels in einem auf der Spitze stehenden Quadrat.
Rechts neben dem Eingangsbereich befindet sich eine Wappentafel mit einer Ädikularahmung, in der sich die halleschen Salzwirkersterne, sowie ein Löwe und ein Turnierhelm mit Adlerflügeln befinden. Vermutlich sollen diese Elemente ein Familienwappen ersetzen.
Links neben dem Eingang zwischen Portalvorbau und Treppenturm erstreckt sich ein großes, drei Meter breites und vier Meter hohes mehrteiliges Bleiglasfenster, das die Treppenhalle und den oberen Flur belichtet. In der Bleiverglasung ließ sich vermutlich das Ehepaar Riedel vom Münchner Glasmaler Ule in Porträts darstellen.
An der Südseite wird der Salon durch einen Kastenerker mit aufgesetztem Balkon erweitert. Im Osten erfolgte die Erweiterung durch einen Wintergarten; darüber ein Balkon und davor eine Terrasse, beide mit Balustrade. 1905 wurde der Balkon durch eine Überdachung in eine Loggia umgewandelt.

## Die Villa nach dem Tod des Bauherrn
Richard Riedel, der zeitweise auch Eigentümer des gegenüber liegenden Mehrfamilienwohnhauses Advokatenweg 37 war, bewohnte die Villa 18 Jahre bis zu seinem Tod im Jahr 1916. 1925 lebten laut Adressbuch der Stadt Halle in der Villa noch seine Witwe Juliane Riedel geb. Eine und Felix Riedel, dessen Beruf mit „Pastor i. R.“ angegeben ist. Das Haus war zu diesem Zeitpunkt noch im Besitz der Riedelschen Erben. 1926 wird als Eigentümer Generaldirektor Adolf Wagner, wohnhaft Kurallee 7, angegeben; ab 1927 bewohnt er das Haus auch.
Nach dem Zweiten Weltkrieg war in der Villa die Spezialschule für Musik der Leipziger Hochschule für Musik „Felix Mendelssohn Bartholdy“ untergebracht.
Seit 2001 ist die Villa Sitz des Max-Planck-Instituts für ethnologische Forschung, durch das die Villa denkmalgerecht saniert wurde. Im hinteren Bereich wurde das Haus mit einem modernen Anbau in Stahl-, Glas- und Betonbauweise verbunden. Durch die Glasfassade, in der sich die Bäume spiegeln, beeinträchtigt der Neubau die Wirkung des imposanten Altbaus jedoch wenig.